# Robert Stokes
Pour les articles homonymes, voir Stokes.
Robert G. Stokes (19 avril 1908 - 17 février 1980, Palm Springs, Californie) est un animateur américain ayant travaillé pour les studios Disney.

## Filmographie
- 1933 : Bosko's Knight-Mare
- 1933 : Bosko the Musketeer
- 1934 : Rasslin' Round
- 1934 : The Good Scout
- 1937 : Le Vieux Moulin
- 1937 : Blanche-Neige et les Sept Nains
- 1940 : Fantasia